# Puy de Dôme
Puy de Dôme – szczyt górski w paśmie górskim Chaîne des Puys (Masyw Centralny), wygasły wulkan typu kopułowego. Jego wysokość wynosi 1464 m n.p.m. Jest najmłodszym z wulkanów tego obszaru Francji, ostatnia erupcja miała miejsce około 5760 roku p.n.e. Szczyt położony jest około 10 km na zachód od Clermont-Ferrand, stolicy departamentu Puy-de-Dôme, którego nazwa pochodzi właśnie od tego szczytu. Szczyt położony jest na obszarze Regionalnego Parku Przyrody Wulkanów Owernii.

## Historia
Charakterystyczny, dominujący nad okolicą szczyt Puy de Dôme był uznawany w czasach przedchrześcijańskich za świętą górę. Na szczycie powstawały miejsca kultu, m.in. odkryta w 1873 galoromańska świątynia ku czci Merkurego. Powstała ona w I lub II wieku n.e. na miejscu dawnej świątyni galijskiej. Została opuszczona w III lub IV wieku.
Na tym szczycie przeprowadzone zostały obserwacje mieszkającego w pobliskim Clermont Blaise'a Pascala, dotyczące ciśnienia atmosferycznego. Jego współpracownik Florin Périer wybrał się w 1648 z barometrem zawierającym rtęć na Puy de Dôme. Zatrzymując się na trzech różnych wysokościach zmierzył wysokość słupa rtęci. Im wyżej się znajdował tym był on niższy. Udowodnił tym samym twierdzenie Torricellego, że wysokość słupa rtęci zależy od naciskającej masy powietrza.
W 1875 na szczycie powstało laboratorium fizyczne, a w 1956 zbudowano przekaźnik radiowo-telewizyjny.
Na szczyt prowadzi droga asfaltowa. Kilkakrotnie służyła ona jako finisz etapu Tour de France. Ze względu na trudny podjazd finisz ten był szczególnie widowiskowy. W 1964 fascynującą walkę stoczyli Raymond Poulidor i Jacques Anquetil. W 1975 Eddy Merckx został uderzony w brzuch przez jednego z widzów.

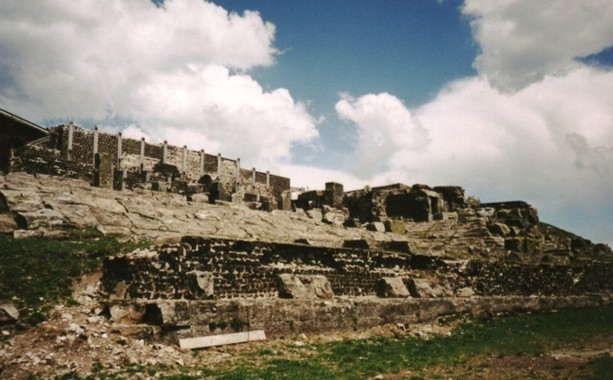
Świątynia Merkurego na szczycie Puy de Dôme
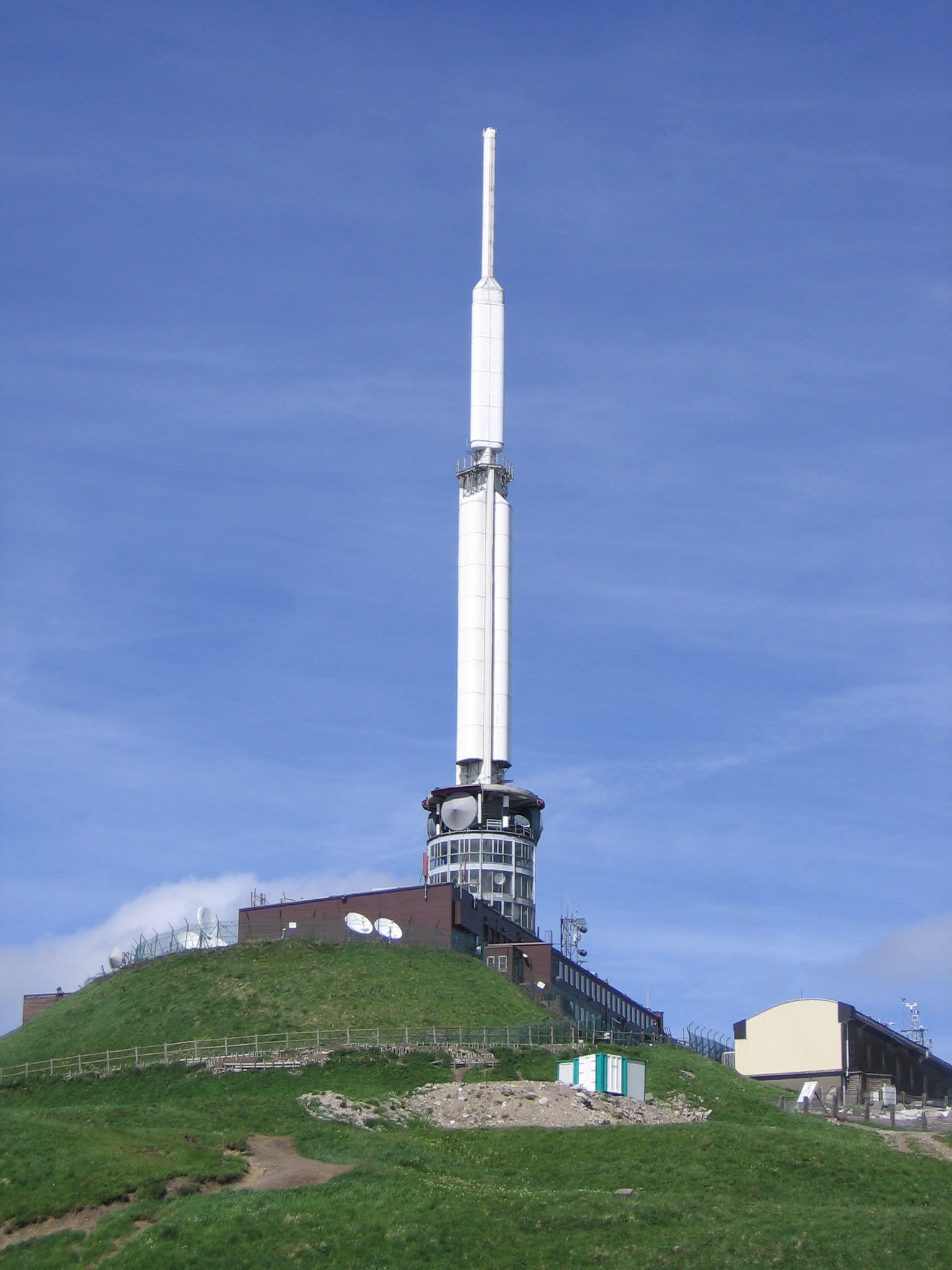
Antena na szczycie
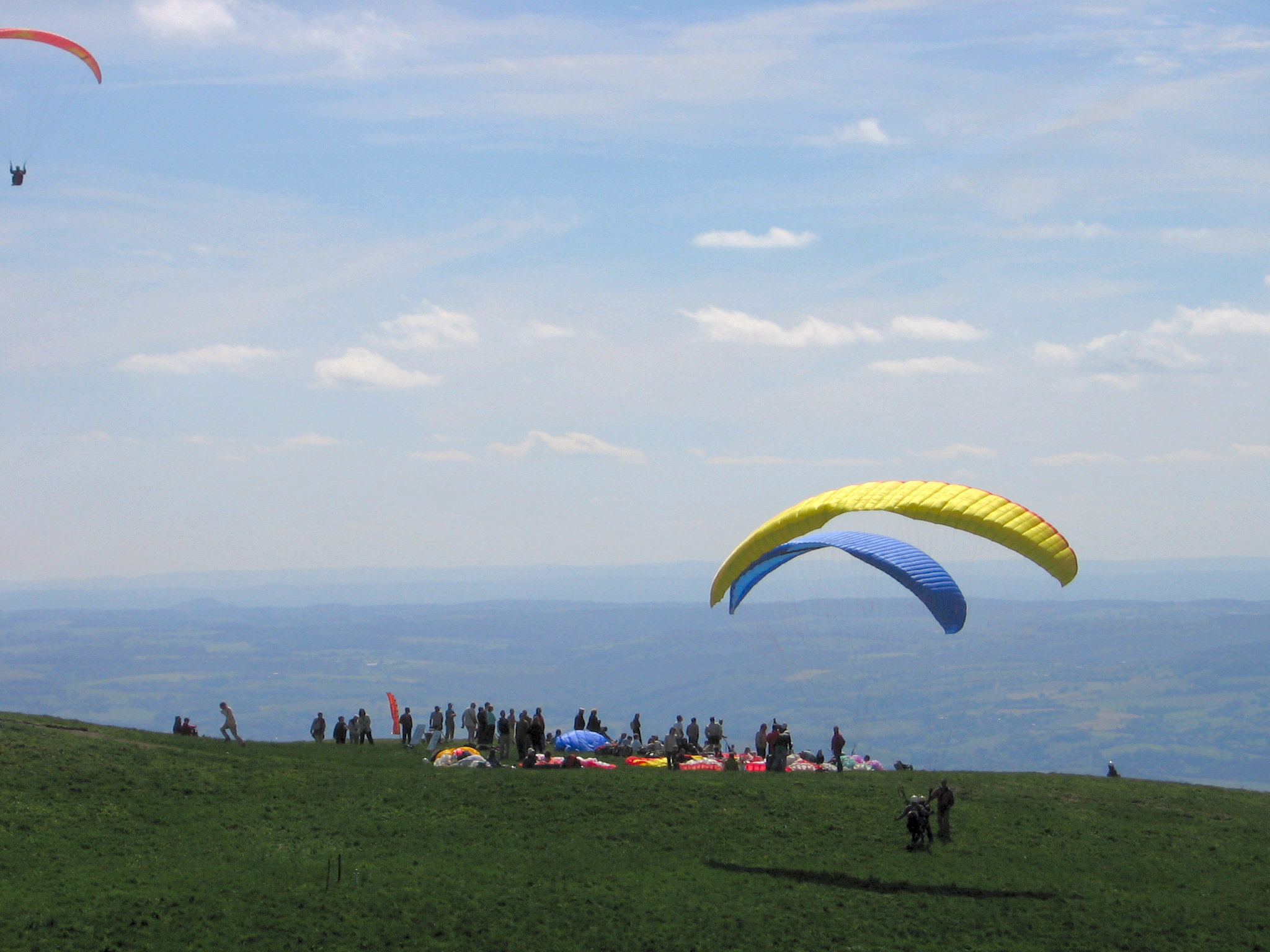
Paralotniarze
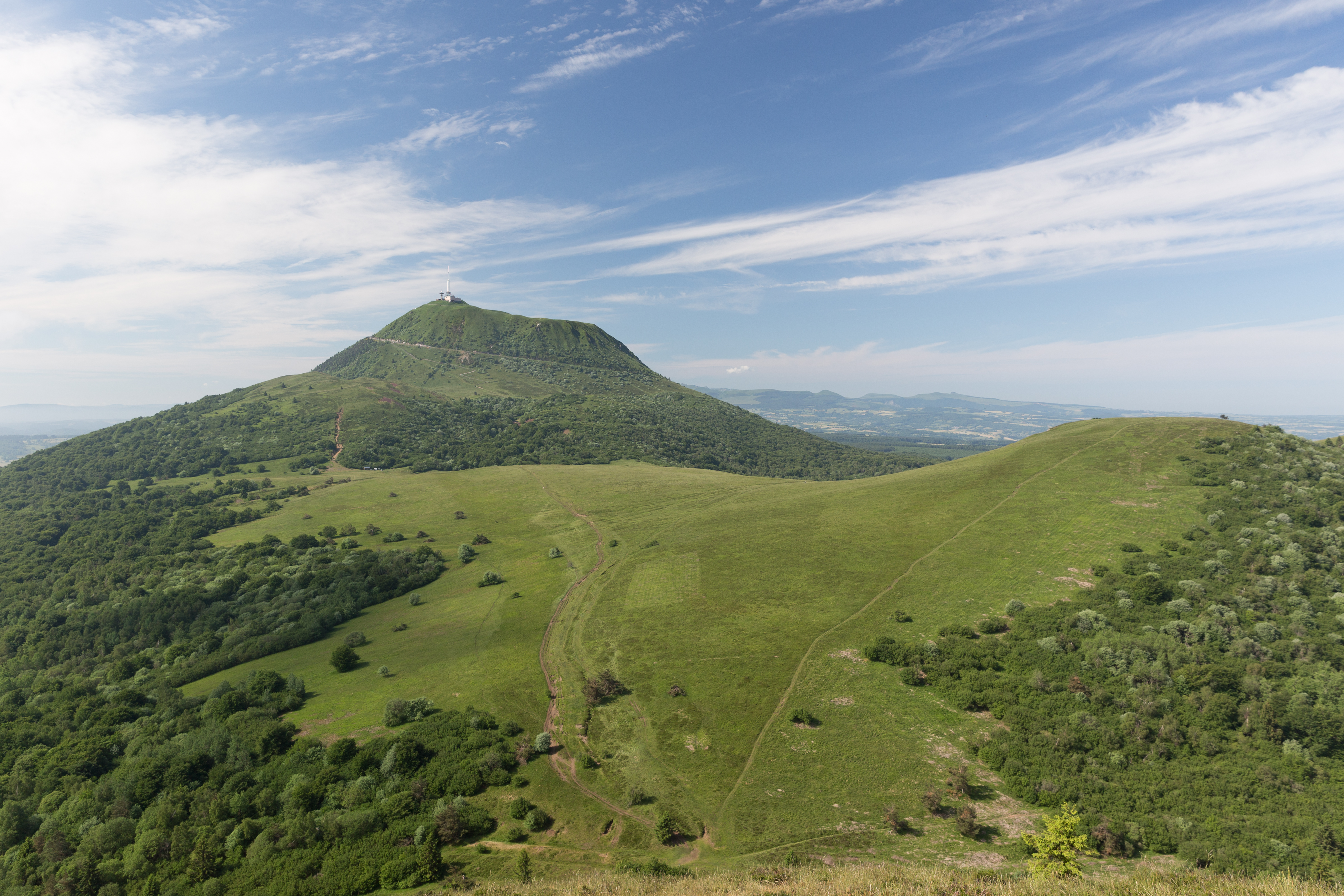
Zdjęcie szczytu